# Marcô Viên Văn Tể
Marcô Viên Văn Tể (1922 - 2007,tiếng Trung:袁文宰, tiếng Anh: Marc Yuan Wen Zai) là một giám mục người Trung Quốc của Giáo hội Công giáo Rôma. Ông nguyên là Giám mục chính tòa Giáo phận Hải Môn. Một số nguồn và tin tức cho rằng ông đã qua đời tháng 3 năm 2007.

## Tiểu sử
Giám mục họ Viên sinh ngày 25 tháng 4 năm 1922. Trải qua quá trình tu học như bao chủng sinh khác, cuối cùng, ngày 3 tháng 6 năm 1953, ông được phong chức linh mục. Chính quyền Trung Quốc đưa vị linh mục trẻ tuổi đi lao động cưỡng bách từ ngày 9 tháng 9 năm 1955 đến tháng 7 năm 1985. Tòa Thánh mật báo bổ nhiệm linh mục Marcô Viên Văn Tể làm Giám mục Hải Môn, lễ phong chức được giám mục Giuse Phạm Trung Lương cử hành vào ngày 21 tháng 7 năm 1989, tại Giáo phận Thượng Hải. Nhiều khả năng, giám mục Marcô Viên đã qua đời, trong khi nhiều nguồn đề cập ông đã qua đời tháng 3 năm 2007.